# 1063 Aquilegia
Aquilegia (asteroide 1063) é um asteroide da cintura principal com um diâmetro de 17,75 quilómetros, a 2,223549 UA. Possui uma excentricidade de 0,0392392 e um período orbital de 1 286 dias (3,52 anos).
Aquilegia tem uma velocidade orbital média de 19,57839246 km/s e uma inclinação de 5,97726º.
Esse asteroide foi descoberto em 6 de Dezembro de 1925 por Karl Reinmuth.